# 2020-as túraautó-kupa
A 2020-as túraautó-kupa a széria második idénye volt. A sorozat résztvevői NGTC, TCR és Super 2000-es típusú autókkal vehettek részt a versenyeken. Ettől a szezontól kezdve a brit-TCR és a TCT mezőnye egyesült. A bajnokság fordulóit a brit túraautó-bajnokság betétfutamaiként bonyolították le. Eredetileg április 18-án vette volna kezdetét a szezon a Silverstone Circuit versenypályán és október 18-án ért volna véget a Donington Park aszfaltcsíkján, azonban a koronavírus-járvány következtében a szezonnyító hétvége az Oulton Park helyszínén került sor július 18-án.
Az egyéni bajnokságban Henry Neal, míg a csapatok kiírásában a Ciceley Motorsport érkezett címvédőként. Neal sikeresen megvédte a bajnoki címet, míg a Maximum Motorsport alakulata megnyerte a csapatbajnoki címet.

## Versenynaptár
| 1                 | 1 | Oulton Park                      |  | július 18.        |
| 1                 | 2 | Oulton Park                      |  | július 18.        |
| 2                 | 3 | Silverstone Circuit (nemzeti)    |  | szeptember 12-13. |
| 2                 | 4 | Silverstone Circuit (nemzeti)    |  | szeptember 12-13. |
| 3                 | 5 | Donington Park (nemzeti)         |  | október 17-18.    |
| 3                 | 6 | Donington Park (nemzeti)         |  | október 17-18.    |
| 3                 | 7 | Donington Park (nemzeti)         |  | október 17-18.    |
| Törölt versenyek: |   |                                  |  |                   |
| –                 | – | Silverstone Circuit (nemzetközi) |  | április 18-19.    |
| –                 | – | Silverstone Circuit (nemzetközi) |  | április 18-19.    |
| –                 | – | Croft Circuit                    |  | június 6-7.       |
| –                 | – | Croft Circuit                    |  | június 6-7.       |
| –                 | – | Brands Hatch (Indy)              |  | június 21.        |
| –                 | – | Brands Hatch (Indy)              |  | június 21.        |
| –                 | – | Snetterton Circuit (300)         |  | augusztus 8-9.    |
| –                 | – | Snetterton Circuit (300)         |  | augusztus 8-9.    |
| –                 | – | Thruxton Circuit                 |  | augusztus 22-23.  |
| –                 | – | Thruxton Circuit                 |  | augusztus 22-23.  |

## Csapatok és versenyzők
| Csapat                  | Autó                         | #           | Versenyzők     | Forduló     |
| TCR indulók             | TCR indulók                  | TCR indulók | TCR indulók    | TCR indulók |
| ----------------------- | ---------------------------- | ----------- | -------------- | ----------- |
| MR TradePriceCars.com   | CUPRA León TCR               | 9           | Dan Kirby      | 1–2         |
| MR TradePriceCars.com   | CUPRA León TCR               | 70          | William Butler | 2–3         |
| MR TradePriceCars.com   | CUPRA León TCR               | 77          | Sam Osborne    | 3           |
| Matrix Motorsport       | Honda Civic Type R TCR (FK2) | 19          | Jeff Alden     | 3           |
| Maximum Motorsport      | CUPRA León TCR               | 22          | Mark Wakefield | 3           |
| Maximum Motorsport      | CUPRA León TCR               | 101         | Max Hart       | összes      |
| Maximum Motorsport      | Volkswagen Golf GTI TCR      | 78          | Tim Docker     | összes      |
| Essex & Kent Motorsport | Hyundai i30 N TCR            | 38          | Lewis Kent     | összes      |
| DW Racing               | Vauxhall Astra TCR           | 50          | Darelle Wilson | összes      |
| NGTC indulók            |                              |             |                |             |
| Team Dynamics           | Honda Civic Type R (FK2)     | 42          | Henry Neal     | összes      |

## Eredmények

### Összefoglaló
| Verseny | Helyszín            | Pole-pozíció | Leggyorsabb kör | Győztes    | Győztes                 | Listavezető | Előny |
| Verseny | Helyszín            | Pole-pozíció | Leggyorsabb kör | Versenyző  | Csapat                  | Listavezető | Előny |
| ------- | ------------------- | ------------ | --------------- | ---------- | ----------------------- | ----------- | ----- |
| 1       | Oulton Park         | Dan Kirby    | Henry Neal      | Henry Neal | Team Dynamics           | Lewis Kent  | 1     |
| 1       | Oulton Park         |              | Lewis Kent      | Lewis Kent | Essex & Kent Motorsport | Lewis Kent  | 1     |
| 2       | Silverstone Circuit | Henry Neal   | Henry Neal      | Henry Neal | Team Dynamics           | Henry Neal  | 2     |
| 2       | Silverstone Circuit |              | Henry Neal      | Lewis Kent | Essex & Kent Motorsport | Henry Neal  | 2     |
| 3       | Donington Park      | Lewis Kent   | Sam Osborne     | Henry Neal | Team Dynamics           | Henry Neal  | 15    |
| 3       | Donington Park      |              | Sam Osborne     | Henry Neal | Team Dynamics           | Henry Neal  | 15    |
| 3       | Donington Park      | Lewis Kent   | Henry Neal      | Max Hart   | Maximum Motorsport      | Henry Neal  | 15    |

### Versenyzők
Pontrendszer
| Helyezés      | 1. | 2. | 3. | 4. | 5. | 6. | 7. | 8. | 9. | 10. |
| ------------- | -- | -- | -- | -- | -- | -- | -- | -- | -- | --- |
| Időmérő edzés | 5  | 4  | 3  | 2  | 1  |    |    |    |    |     |
| Futam         | 25 | 18 | 15 | 12 | 10 | 8  | 6  | 4  | 2  | 1   |

| Helyezés | Versenyző      | OUL | OUL | SIL | SIL | DON | DON | DON | Pont |
| -------- | -------------- | --- | --- | --- | --- | --- | --- | --- | ---- |
| 1.       | Henry Neal     | 13  | 2   | 1   | 2   | 12  | 1   | 2   | 148  |
| 2.       | Lewis Kent     | 2   | 1   | 24  | 1   | 21  | 2   | 3   | 133  |
| 3.       | Max Hart       | 3   | 3   | 3   | 3   | 35  | 3   | 1   | 101  |
| 4.       | Darelle Wilson | Ki4 | 4   | Ki5 | 8   | 4   | 4   | 5   | 57   |
| 5.       | Dan Kirby      | 41  | Ki  | 52  | 4   |     |     |     | 43   |
| 6.       | Tim Docker     | 5   | 5   | 4   | 5   | Ki  | Ni  | Ni  | 43   |
| 7.       | William Butler |     |     | 63  | 6   | Ki4 | Ki  | 4   | 35   |
| 8.       | Mark Wakefield |     |     |     |     | 5   | 5   | Ki  | 20   |
| 9.       | Jeff Alden     |     |     |     |     | 13  | Ki  | Ni  | 8    |
| 10.      | Sam Osborne    |     |     |     |     | Ki3 | Ki  | Ni  | 3    |
| Helyezés | Versenyző      | OUL | OUL | SIL | SIL | DON | DON | DON | Pont |

### Csapatok
| Helyezés | Csapat                  | OUL | OUL | SIL | SIL | DON | DON | DON | Pont |
| -------- | ----------------------- | --- | --- | --- | --- | --- | --- | --- | ---- |
| 1.       | Maximum Motorsport      | 3   | 3   | 3   | 3   | 35  | 3   | 1   | 164  |
| 1.       | Maximum Motorsport      | 5   | 5   | 4   | 5   | 5   | 5   | Ki  | 164  |
| 2.       | Team Dynamics           | 13  | 2   | 1   | 2   | 12  | 1   | 2   | 148  |
| 3.       | Essex & Kent Motorsport | 2   | 1   | 24  | 1   | 21  | 2   | 3   | 133  |
| 4.       | PMR TradePriceCars.com  | 41  | Ki  | 52  | 4   | Ki3 | Ki  | 4   | 81   |
| 4.       | PMR TradePriceCars.com  |     |     | 63  | 6   | Ki4 | Ki  | Ni  | 81   |
| 5.       | DW Racing               | Ki4 | 4   | Ki5 | 8   | 4   | 4   | 5   | 57   |
| 6.       | Matrix Motorsport       |     |     |     |     | 13  | Ki  | Ni  | 8    |
| Helyezés | Csapat                  | OUL | OUL | SIL | SIL | DON | DON | DON | Pont |

## Külső hivatkozások
- A túraautó-kupa hivatalos weboldala Archiválva 2021. szeptember 17-i dátummal a Wayback Machine-ben